# Färgelanda
Färgelanda este un oraș în Suedia.

## Demografie
| \| Evoluția demografică a zonei urbane Färgelanda, 1970–2015 \| Evoluția demografică a zonei urbane Färgelanda, 1970–2015 \| Evoluția demografică a zonei urbane Färgelanda, 1970–2015 \| Evoluția demografică a zonei urbane Färgelanda, 1970–2015 \| Evoluția demografică a zonei urbane Färgelanda, 1970–2015 \| \| --------------------------------------------------------------------------------------- \| --------------------------------------------------------- \| --------------------------------------------------------- \| --------------------------------------------------------- \| --------------------------------------------------------- \| \| An \| \| \| Locuitori \| \| \| 1970 \| 1970 \| \| 955 \| 955 \| \| 1975 \| 1975 \| \| 1.640 \| 1.640 \| \| 1980 \| 1980 \| \| 2.018 \| 2.018 \| \| 1990 \| 1990 \| \| 2.158 \| 2.158 \| \| 1995 \| 1995 \| \| 2.046 \| 2.046 \| \| 2000 \| 2000 \| \| 1.890 \| 1.890 \| \| 2005 \| 2005 \| \| 1.898 \| 1.898 \| \| 2010 \| 2010 \| \| 1.894 \| 1.894 \| \| 2015 \| 2015 \| \| 1.986 \| 1.986 \| \| Sursa: SCB - Statistika Centralbyrån, Folkmängden per tätort. Vart femte år 1960 - 2016 \| \| \| \| \| |      |  |           |       |
| Evoluția demografică a zonei urbane Färgelanda, 1970–2015 |      |  |           |       |
| An |      |  | Locuitori |       |
| 1970 | 1970 |  | 955       | 955   |
| 1975 | 1975 |  | 1.640     | 1.640 |
| 1980 | 1980 |  | 2.018     | 2.018 |
| 1990 | 1990 |  | 2.158     | 2.158 |
| 1995 | 1995 |  | 2.046     | 2.046 |
| 2000 | 2000 |  | 1.890     | 1.890 |
| 2005 | 2005 |  | 1.898     | 1.898 |
| 2010 | 2010 |  | 1.894     | 1.894 |
| 2015 | 2015 |  | 1.986     | 1.986 |
| Sursa: SCB - Statistika Centralbyrån, Folkmängden per tätort. Vart femte år 1960 - 2016 |      |  |           |       |